# Nevenfunctie
Een nevenfunctie of bijberoep is een activiteit die iemand naast zijn of haar hoofdberoep uitoefent. 
Een nevenfunctie vraagt doorgaans een tijdsbesteding van enkele dagen per jaar tot een dag per week. Typische nevenfuncties zijn het lidmaatschap van een Raad van Commissarissen en bestuursfuncties in verenigingen en stichtingen. Ook sommige politieke functies, zoals het lidmaatschap van een gemeenteraad, Provinciale Staten of de Eerste Kamer, worden meestal als nevenfunctie uitgeoefend. Meestal bekleedt iemand een nevenfunctie wegens zijn of haar capaciteiten of netwerk. Bij bedrijven en bedrijfsmatig werkende organisaties wordt een nevenfunctie doorgaans goed beloond. Degenen die een nevenfunctie uitoefenen willen daarmee echter  meestal hun maatschappelijke betrokkenheid tonen en hun netwerk uitbreiden.
Nevenfuncties roepen het gevaar op van belangenverstrengeling en van verwaarlozing van het hoofdberoep. Om de eerste reden zijn in Nederland nevenfuncties van ministers verboden en moeten leden van de Tweede Kamer nevenfuncties registreren. Om de tweede reden beperkt de Code-Tabaksblat het aantal commissariaten dat iemand mag bekleden.